# Tivela
Tivela је род морских шкољки из породице Veneridae.

## Врсте
Према WoRMS
- подрод  представљен као
- подрод  представљен као 
  - врста  представљена као
- подрод  представљен као 
  - врста  представљена као 
  - врста  представљена као
- подрод  представљен као 
  - врста  представљена као 
  - врста  представљена као 
  - врста  представљена као 
  - врста  представљена као 
  - врста  представљена као

- прихваћена као
- прихваћена као
- прихваћена као
- прихваћена као
- прихваћеан као
- прихваћена као
- прихваћена као
- прихваћена као
- прихваћена као
- прихваћена као
- прихваћена као
- прихваћена као
- прихваћена као
- прихваћена као
- прихваћена као
- прихваћена као
- прихваћена као
- прихваћена као
- прихваћена као